# Madonna i dziecko z dwoma aniołami (obraz Giovanniego Pittoniego)
Madonna i dziecko z dwoma aniołami (Madonna and Child with two angels) – obraz włoskiego malarza Giambattisty Pittoniego, powstały w latach 1720.